# Segunda Liga Nacional de Vietnam
La Segunda Liga Nacional de Vietnam es la tercera división de fútbol en Vietnam por detrás de la V.League 2 y sobre la Tercera Liga Nacional de Vietnam y es organizada por la Federación de Fútbol de Vietnam.

## Formato
La liga fue creada en el año 2001 y participan 14 equipos que se enfrentan todos contra todos a visita recíproca, donde los dos primeros lugares de la liga logran el ascenso a la V.League 2 y los peores cuatro equipos de la temporada descienden a la Tercera Liga Nacional de Vietnam.

## Ediciones anteriores
| Temporada | Campeón                                     | Finalista                  |
| --------- | ------------------------------------------- | -------------------------- |
| 2001      | Thanh Hóa F.C. Cần Thơ FC                   |                            |
| 2002      |                                             |                            |
| 2003      | Quảng Nam FC                                | Khai Hoan Hotel FC         |
| 2004      | Khánh Hòa FC                                | Đồng Nai FC                |
| 2005      | 5th Military Region FC                      | Tây Ninh FC                |
| 2006      | Quảng Ngãi FC                               | Than Quảng Ninh FC         |
| 2007      | 7th Military Region FC                      | Hà Nội T&T                 |
| 2008      | Quảng Nam FC                                | Sai Gon United FC          |
| 2009      | TDC Bình Dương FC                           | Viettel FC                 |
| 2010      | Kiên Giang FC                               | Hoa Phat V&V FC            |
| 2011      | SHB Đà Nẵng Youth FC                        | Lâm Đồng FC                |
| 2012      | Ba Ria Vũng Tàu FC                          | Khatoco Khánh Hòa Youth FC |
| 2013      | Huế FC Sanna Khánh Hòa BVN FC Tây Ninh F.C. |                            |
| 2014      | Nam Định FC                                 | Vĩnh Long FC               |
| 2015      | Viettel FC Tây Ninh FC Cà Mau FC            |                            |
| 2016      | PVF                                         | Bình Định                  |
| 2017      | Công An Nhân Dân Bình Định                  |                            |